# باول كينيث كيلر
باول كينيث كيلر (بالإنجليزية: Paul Kenneth Keller)‏ هو قاتل متسلسل أمريكي، ولد في 6 يناير 1966.